# الحنخه
ال حناکاه یک منطقهٔ مسکونی در یمن است که در استان صنعا واقع شده‌است.